# Konstantín Ziriànov
Konstantín Gueórguievitx Ziriànov (en rus: Константин Георгиевич Зырянов) (Perm, RSFS de Rússia, Unió Soviètica, 5 d'octubre del 1977) és un futbolista migcampista rus pertanyent a l'ètnia komi que actualment juga i entrena alhora al club filial del FC Zenit Sant Petersburg. Del 2006 al 2012 va jugar també amb la Selecció nacional russa.